# Nikolaus Hemeling
Nikolaus Hemeling, auch Nicolaus oder Clawes (* vor 1338, Ersterwähnung 1361; † 1391), war seit 1361 Bremer Ratsherr und von 1367 bis 1391 Bremer Bürgermeister. In seiner Amtszeit kamen die Burgen Stotel (1375), Wildeshausen (1376) und Thedinghausen (1377), vor allem aber 1369 die erzbischöfliche Münze in den Pfandbesitz der Stadt. 1384 bis 1424 waren Stadland und Butjadingen bremisch. Zudem stellte er die Vorherrschaft der alten Familien wieder her, die im Zuge der Hoyaer Fehde zeitweise gestürzt worden waren. Unter ihm setzte sich die Durchsetzung der politischen und wirtschaftlichen Vormacht im Bremer Umland und im Erzbistum Bremen fort.

## Leben
Hemeling entstammte einer Familie, die seit dem 13. Jahrhundert in Bremen nachweisbar ist. Er taucht als Ratsherr („consul“) im Bremischen Urkundenbuch erstmals am 15. November 1361 auf. Sein Sohn Johann wurde in diesem Jahr drei Jahre alt.
Auf Hemelings Amtszeit folgte einer Phase innerer Konflikte, in die die umgebenden Mächte massiv eingriffen. Seit der Pest von 1350, in der Bremen vielleicht die Hälfte seiner Einwohner verloren hatte, forcierte die Stadt die Zuwanderung aus dem Umland. Dies brachte jedoch die Feudalherren gegen sie auf, die die Flucht ihrer ländlichen Arbeitskräfte in die städtische Freiheit fürchteten. Bremen verlor 1358 ein Gefecht gegen die Grafen von Hoya, bei dem acht der zwölf Ratsherren in Gefangenschaft gerieten. Diese mussten freigekauft werden, was die Ausgaben und demzufolge die städtischen Abgaben in die Höhe schnellen ließ. Da die dominierende Ratsschicht in der Praxis ihre eigene Verwandtschaft freikaufte, wehrten sich die betroffenen Handwerker und Händler gegen die Umlage dieser Belastungen.
Hemeling sorgte dafür, dass die Vorherrschaft der alten Familien wiederhergestellt wurde, eine politische Ausrichtung, die sein Sohn Johann weiter verfolgte. Erst 1366 war es der herrschenden Ratsfraktion gelungen, die Vorherrschaft des Erzbischofs zu brechen. Zudem musste er zahlreiche Rechte verpfänden, die die vermögenden Bremer Ratsfamilien erwarben.
Andererseits hatte sich Bremen eng an die Oldenburger gebunden und unterstützte deren Politik. So zog 1368 ein städtisches Aufgebot zusammen mit ihnen gegen die Butjadinger Bauern. Doch sie unterlagen auf dem Coldewärf Feld bei Atens, zahlreiche Bremer, darunter etwa zehn Ratsherren, kamen ums Leben. Trotz der Niederlage gelang es Bremen, sich den wichtigen Handelsweg zur Nordsee freizuhalten. Die Stadt erwarb Rechte an mehreren wichtigen Burgen. Dies gelang 1375 in Stotel, 1376 in Wildeshausen und Langwedel, dann 1377 in Thedinghausen und auch in Delmenhorst. Hinzu kamen Öffnungsrechte, etwa in Blumenthal, Ritterhude und Schönbeck. Erzbischof Albert II. wurde zur gleichen Zeit zutiefst gedemütigt, als er 1376 durch öffentliche Beschau nachweisen musste, dass er kein Zwitter war, wozu er auch nach Bremen kam.
Zugleich misstraute die umwohnende Ritterschaft der schnellen Expansion Bremens. Die Brüder von Mandelsloh, Burgmannen der Drakenburg bei Nienburg übernahmen die Führung. Sie griffen die städtische Burg Langwedel an. Arnd Doneldey zog mit einer bewaffneten Schar auf Ersuchen des bischöflichen Vogts nach Thedinghausen, um die dortigen Burgmannen zu veranlassen, mit ihnen zu ziehen. Am 30. September 1380 erlitt die Truppe jedoch eine schwere Niederlage bei Blender. Viele Bremer gerieten in Gefangenschaft, darunter wiederum drei Ratsherren, ebenso wie der spätere Erzbischof Johann Slamstorp. Er war seit 1373 Leiter der Bremer Domschule. 1386 verpfändete ihm der Bremer Rat die Rechte an der Burg Langwedel.
Bremen verbündete sich nach der Niederlage von 1380 mit dem Domkapitel, mit Stade und Buxtehude, hinzu kamen 18 Knappen des Erzbistums. Graf Otto von Hoya, der an einer Schwächung der Drakenburger Ritter interessiert war, hielt sich neutral. Zwar gelang die Abdrängung der Drakenburger, doch nun trat Herzog Albrecht von Sachsen-Wittenberg auf ihre Seite und zog bis nach Langwedel und Achim, nur wenige Kilometer östlich von Bremen. Die Bremer zogen daraufhin in das Herzogtum und plünderten Walsrode, der Herzog musste Frieden schließen. Schließlich eroberten die Bremer die Drakenburg. Am 19. Mai 1381 kam es auch hier zum Friedensschluss. Die Ritter mussten auf alle Ansprüche an Burgen – zeitweise etwa zehn – im Erzbistum verzichten. Der wichtigste Gewinn für Bremen war in diesem Konflikt der Besitz von Bederkesa, wo die Stadt später ein Territorium ausbaute, das sie bis ins 17. Jahrhundert hielt. 1386 kam es zu einer erneuten Fehde gegen die Ritter, doch konnte sich Bremen auch diesmal durchsetzen und seine Wege- und Besitzrechte sichern.
1384 verbündete sich die Stadt mit einigen Friesenhäuptlingen und Graf Konrad von Oldenburg zur Sicherung der Wesermündung gegen Haye Husseken von Esenshamm und seine Verbündeten im Stadland. Bis 1385 konnte Bremen seine Vorherrschaft in der Region militärisch durchsetzen.
Eine Brücke über die Lesum entstand zu Ende der Regierungszeit Hemelings. Der Erzbischof gab sein Einverständnis für den 6.000 Mark teuren Bau. Die Baukosten sollten über Wegezölle wieder hereingeholt werden, nach der Tilgung sollten die Einnahmen zwischen Stadt und Bischof geteilt werden.
Am 4. Oktober 1391 kam es schließlich zu einem großen Landfrieden zwischen dem Erzbistum, seinem Amtmann, dem Domkapitel, dem Herzogtum Braunschweig-Lüneburg sowie Buxtehude und Bremen.
1390 begann der Bau von Türmen und Verteidigungsgräben, auch wenn die Kontrolle über diese Anlagen noch mit dem Bistum geteilt werden musste. Ein weiterer Hebel, auf die Machtverhältnisse Einfluss zu nehmen, war die Besetzung der Stimmberechtigten in den lokalen Gogerichten durch Bremer Bürger. Ab 1391 durften Bremer Bürger im Umkreis von einer Meile um die Stadt ihr Grundeigentum nur noch an Bremer verkaufen. Es dauerte allerdings bis 1428, dass ein Bremer zum Gografen im Hollerland gewählt wurde, und erst 1468 folgte das Blockland. Die Grundlagen für dieses Territorium rund um Bremen, zu dem noch Nieder- und Obervieland links der Weser kamen, wurden unter Hemeling gelegt.
Unter ihm wurde bis ans Ende seiner Regierungszeit das Wahlsystem der 12 Ratsmänner beibehalten, das unmittelbar nach seinem Tod abgeschafft wurde. In jedem Stadtdrittel wurden dabei vier Ratsmänner gewählt, die beim Ausscheiden eines Mitglieds einen neuen bestimmten, der allerdings aus demselben Stadtdrittel stammen musste. Nach Hemeling war zum einen die Herkunft aus dem jeweiligen Stadtteil nicht mehr notwendig, zum anderen wurde die Zahl der Stadtteile von drei auf vier erhöht.
Im Nahgebiet um die Stadt konnte Bremen zudem durchsetzen, dass es das Befestigungsrecht in den Marschen um die Stadt erhielt. Dort besaßen Bremer Bürger Land und Rechte. 1389 erließen Bürgermeister und Rat eine Bürgerweideordnung, die die Allmende vor der Stadt betraf, die seit der zweiten Hälfte des 14. Jahrhunderts als Bürgerweide (borgerweyde) bezeichnet wurde. Ihre Nutzung war bereits seit 1159 weitgehend für die Bremer Bürger reserviert, die Weide selbst durch Zäune und Hecken abgegrenzt und nur nach Süden, zur Stadt hin, ließen sich Pforten öffnen. Die Bürger, die in Häusern wohnten, durften nun je vier Milchkühe und ein Rind weiden lassen, wer in Buden oder Kellern lebte, nur zwei Milchkühe und ein Rind. Der Hirte, der die Pforten bewachte, erhielt für jedes Tier vier Pfennige. Dabei genossen die Bürgermeister, Ratsherren und geistlichen Stifte Sonderrechte.
Über Hemelings eigene Besitzverhältnisse ist nur wenig bekannt. Am 17. November 1370 erlaubte der Rat seinem Mitglied Nikolaus Hemeling, die zwei Dächer seines Hauses und die daran gebaute Wandschneider-Bude an der Obernstraße zwischen dem Rathaus und dem Haus des Hinrich von Ruten unter ein Dach zu bringen. 1375 erwarb Hemeling Land in den Dörfern Arsten und Alleken für 54 Mark.
1382 wurde sein Sohn Johann Hemeling Mitglied des Rates, der 1405 bis 1410 selbst Bürgermeister wurde. Noch zu Lebzeiten seines Vaters wurde er 1390 zudem Baumeister des Doms.